# Осайоми, Олудамола
Олудамола Боланле Осайоми (англ. Oludamola Bolanle Osayomi; 26 июня 1986) — нигерийская легкоатлетка, призёр Олимпийских игр.
Олудамола Осайоми родилась в 1986 году в Илеше. В 2004 году приняла участие в Олимпийских играх в Сиднее, но не завоевала медалей. В 2008 на Олимпийских играх в Пекине она стала обладателем бронзовой медали в эстафете 4×100 м. В 2012 году участвовала в Олимпийских играх в Лондоне, но не завоевала медалей